# Lista de atrações do show do intervalo do Super Bowl

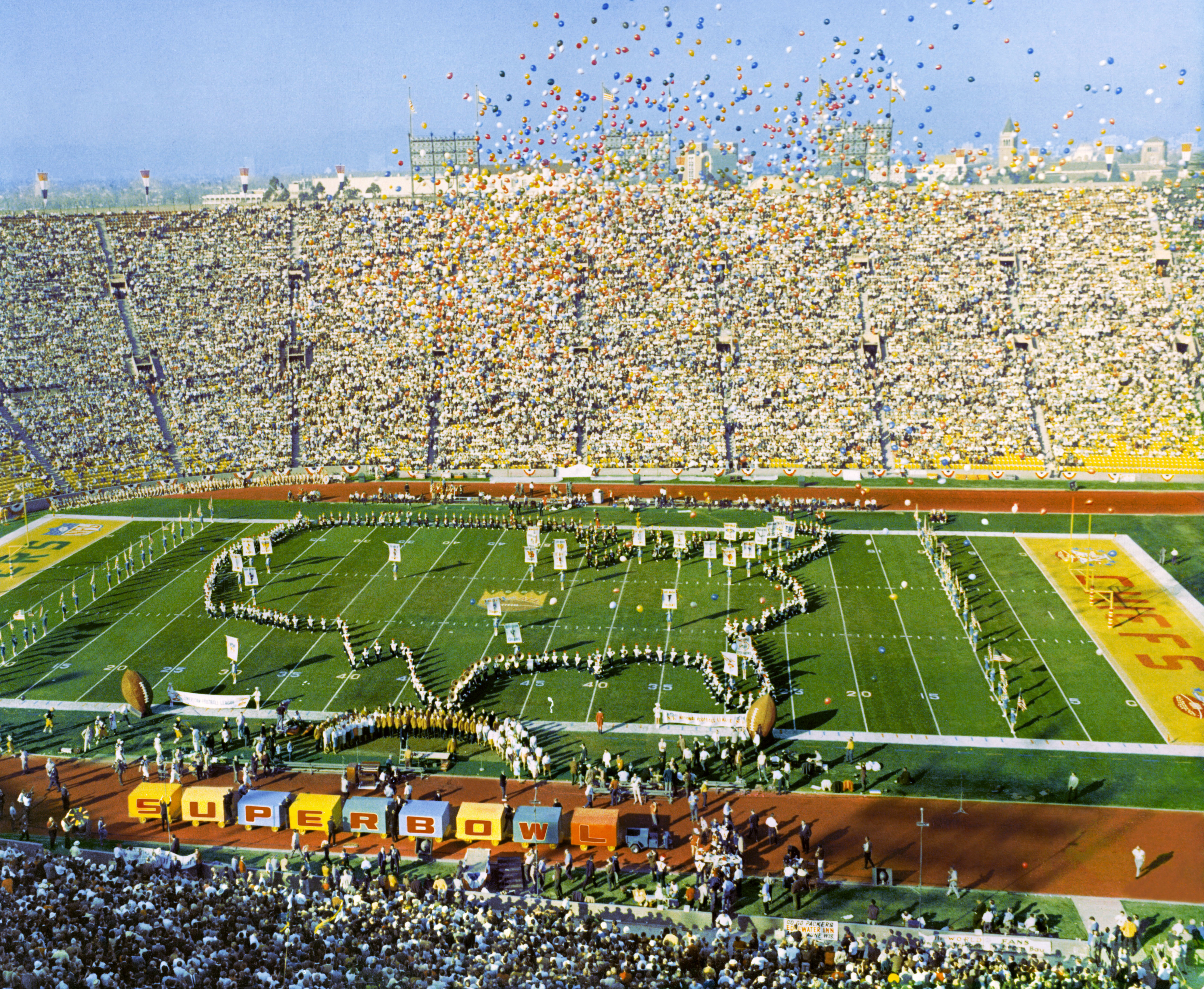
O show do intervalo do primeiro Super Bowl, em 1967.

Halftime Show ou "Show do Intervalo" é um espetáculo musical durante o intervalo dos jogos do Super Bowl da NFL. Tradição dos jogos de futebol americano desde os anos oitenta, reúne atrações internacionais em grandiosos espetáculos. Por ser um concerto durante um jogo em andamento, sua duração é curta, aproximadamente de 15 minutos.Como o Super Bowl é o evento mais assistido na televisão nos Estados Unidos anualmente, o show do intervalo foi igualmente assistido, tornando algumas edições, alguns dos eventos mais assistidos da história da TV americana, com mais de 100 milhões de telespectadores somente nos Estados Unidos. As apresentações não têm um gênero musical definido, tendo já performado durante o Halftime Show, artistas do pop, rock, rock clássico, country, hip hop, rap, blues e soul.

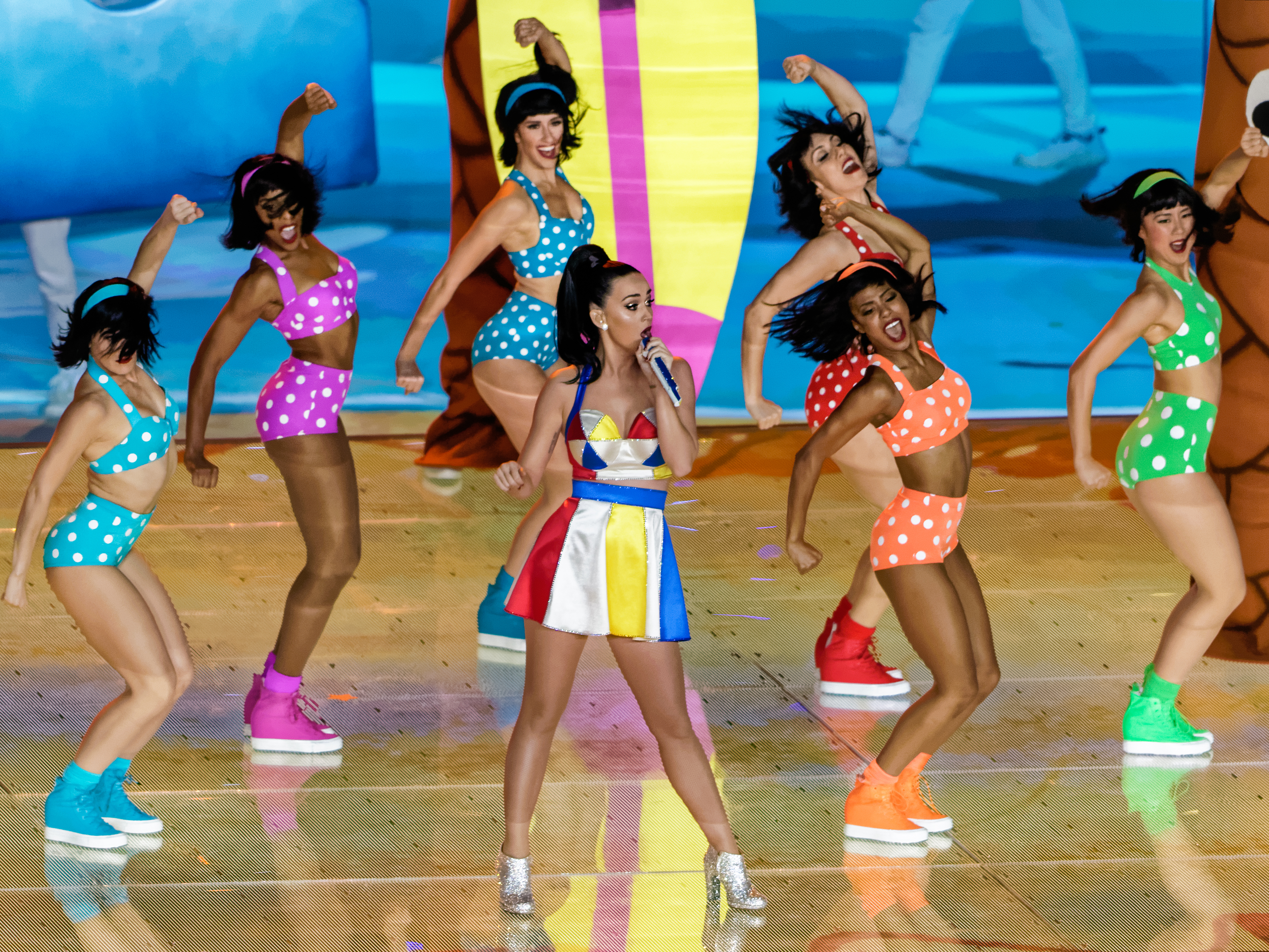
Katy Perry apresentando o Super Bowl XLIX.

Antes da década de 1990, o show do intervalo consistia basicamente em apresentações de bandas marciais de universidades (a Banda Marcial da Grambling State University atuou na maioria dos show do Super Bowl, com seis shows), bandas militares e outros conjuntos, como Up with People.  A partir de 1991, o show do intervalo começou a apresentar concertos da música pop como New Kids on the Block e Gloria Estefan. Em um esforço para aumentar a audiência do intervalo e o interesse do telespectador, o Super Bowl XXVII teve como performance principal o Michael Jackson. Após o escândalo no Super Bowl XXXVIII, no qual Justin Timberlake expôs um dos seios de Janet Jackson, o show do intervalo teve apenas apresentações de rock, até o retorno de músicos pop em 2011.

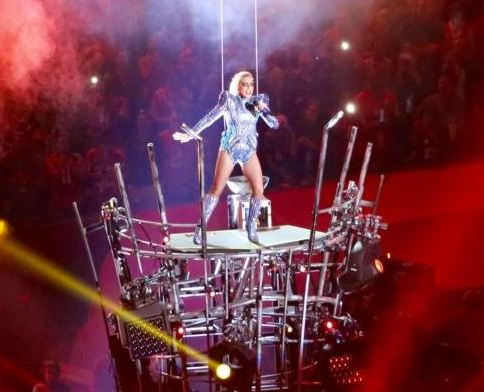
Lady Gaga se apresentando no Super Bowl LI.

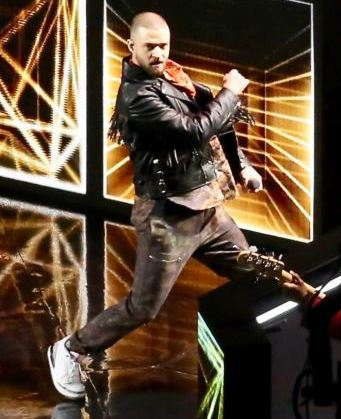
Justin Timberlake se apresentando no intervalo do Super Bowl LII.

## Antecedentes
Nas primeiras décadas, o show do intervalo do Super Bowl  tinha como atração uma banda marcial universitária. Depois, shows mais variados passaram acontecer, com atuações e pequenos espetáculos musicais. Somente na metade da terceira década do Super Bowl que começaram a ser introduzidos números musicais de artistas populares, como Shania Twain, New Kids on the Block, Gloria Estefan, Michael Jackson, Prince, Clint Black, Patti LaBelle, e Tony Bennett.
A partir do Super Bowl XXXII, o halftime show passou a ser patrocinado por empresas. Até então, os espetáculos possuiam um tema e em cinco anos a tradição foi substituída por produções musicais maiores. Durante os seis anos subsequentes ao Escândalo do Super Bowl XXXVIII, todos os intervalos consistiram em performances de um artista ou grupo das décadas de 1960, 1970 e 1980, preferencialmente do gênero rock. A partir do Super Bowl XLV, foram introduzidos artistas do R&B, pop e hip hop, além de ter voltado também as colaborações entre artistas.
A NFL não paga nenhum tipo de cachê para os artistas, no entanto, cobre todas as despesas da produção.  O show do Super Bowl XXVIII com Michael Jackson foi uma exceção, já que a NFL e a Frito-Lay concordaram em fazer uma doação e fornecer tempo comercial para a Fundação Heal the World de Jackson.
De acordo com o Nielsen SoundScan, os artistas que se apresentam durante o halftime show, regularmente experienciam um significativo aumento nas vendas de seus álbuns durante a semana após o concerto, graças a grande visibilidade que o evento possui.  Para Super Bowl XLIX, foi relatado pelo The Wall Street Journal que a liga teria solicitado aos representantes dos possíveis atos (Katy Perry, Coldplay e Rihanna) se eles estariam dispostos a oferecer compensações financeiras à NFL em troca do show, sob a foma de um pagamento inicial ou uma parcela dos lucros obtidos em shows posteriores à apresentação no Super Bowl. Embora tenham sido negados por uma porta-voz da NFL, o pedido recebeu uma resposta "reservada" dos envolvidos, de acordo com o Journal.
No show de 2014 do intervalo do Super Bowl XLVIII, o cantor Bruno Mars foi a atração principal, com participação especial da banda norte americana Red Hot Chili Peppers, 115.3 milhões de espectadores assistiram, assim ultrapassando o recorde anterior que era de  Madonna no Super Bowl XLVI. Em 2015, a atração principal do show de intervalo foi a cantora Katy Perry e teve como convidados o cantor norte-americano Lenny Kravitz e a rapper Missy Elliott, com 118.5 milhões de espectadores, tornando-se o Halftime Show mais assistido até então. Segundo a NFL, o show do intervalo do Super Bowl LI, apresentado por Lady Gaga, foi o "evento musical mais assistido de todos os tempos", com cerca de 150 milhões de expectadores, com base nas audiência em televisão, visualizações únicas em postagens dos vídeos do show e interações nas redes sociais. Ao vivo, o show de Lady Gaga foi visto por 117,5 milhões de telespectadores, tornando-se o segundo show do intervalo mais visto até 2017.

## Histórico
A seguir, uma lista dos artistas, produtores, temas e patrocinadores para o show de cada Super Bowl.

### Anos 60
| Super Bowl | Detalhes do Show |
| ---------- | --- |
| I          | - Ano: 1967 - Local: Los Angeles Memorial Coliseum (University Park, Los Angeles, California) - Artistas: "Banda Marcial da Universidade do Arizona" & "Banda Marcial da Universidade Estadual de Grambling", Al Hirt, Arcadia High School Drill Team - Produtor: Tommy Walker - Repertório: "The Liberty Bell" (Banda Marcial da Universidade do Arizona) - Referências: |
| II         | - Data: 1968 - Local: Miami Orange Bowl (Miami) - Artistas: "Banda Marcial da Universidade Estadual de Grambling" - Referências: |
| III        | - Data: 1969 - Local: Miami Orange Bowl (Miami) - Tema: America Thanks - Artistas: Florida A&M University - Referências: |

### Anos 70
| Super Bowl | Detalhes do Show |
| ---------- | --- |
| IV         | - Data: 1970 - Local: Tulane Stadium (New Orleans, Louisiana) - Tema: Tributo ao Mardi Gras - Artistas: Carol Channing, "Banda Marcial da Southern University" - Referências:                                                                                              |
| V          | - Data: 1971 - Local: Miami Orange Bowl (Miami) - Artistas: "Banda Marcial da Universidade Southeast Missouri State", Up With People - Referências: |
| VI         | - Data: 1972 - Local: Tulane Stadium (New Orleans, Louisiana) - Tema: Saudação a Louis Armstrong - Artistas: Ella Fitzgerald, Carol Channing, Al Hirt & USMC Drill Team - Produtor: Jim Skinner - Referências:                                                             |
| VII        | - Data: 1973 - Local: Los Angeles Memorial Coliseum (University Park, Los Angeles\|University Park, Los Angeles, California) - Tema: Alegria É - Artistas: "Banda Marcial daUniversity of Michigan" & Woody Herman & Andy Williams - Produtor: Tommy Walker - Referências: |
| VIII       | - Data: 1974 - Local: Rice Stadium (Houston, Texas) - Tema: Uma América musical - Artistas: "Banda Marcial da University of Texase Judy Mallett (Miss Texas 1973) - Produtor: Jim Skinner - Referências:                                                                   |
| IX         | - Data: 1975 - Local: Tulane Stadium (Nova Orleans, Louisiana) - Tema: Tributo a Duke Ellington - Artistas: Mercer Ellington & "Banda Marcial da Grambling State University" - Produtor: Jim Skinner - Referências:                                                        |
| X          | - Data: 1976 - Local: Miami Orange Bowl (Miami, Flórida) - Tema: 200 Anos e ainda uma criança: Um tributo ao bicentenário dos Estados Unidos - Artistas: Up with People - Referências:                                                                                     |
| XI         | - Data: 1977 - Local: Rose Bowl (Pasadena, Califórnia) - Tema: É um Mundo Pequeno - Artistas: Los Angeles Unified All-City Band & Audience - Produtor: The Walt Disney Company - Referências:                                                                              |
| XII        | - Data: 1978 - Local: Louisiana Superdome (Nova Orleans, Louisiana) - Tema: De Paris à Paris da América - Artistas: Tyler Junior College Apache Belles Drill Team, and Apache Band Pete Fountain] & Al Hirt - Referências:                                                 |
| XIII       | - Data: 1979 - Local: Miami Orange Bowl (Miami, Flórida) - Tema: Saudação ao Caribbean - Artistas: Ken Hamilton, e várias bandas caribenhas. - Produtor: Bob Jani - Patrocinador: Carnival - Referências:                                                                  |

### Anos 80
| Super Bowl | Detalhes do Show |
| ---------- | --- |
| XIV        | - Data: 1980 - Local: Rose Bowl (Pasadena, Califórnia) - Tema: Saudação à "Big Band Era" - Artistas: Up with People, "Banda Marcial da Grambling State University" - Referências: |
| XV         | - Data: 1981 - Local: Louisiana Superdome (Nova Orleans, Louisiana) - Tema: Festival Mardi Gras - Artistas: Banda Marcial da"Southern University", Helen O'Connell - Produtor: Jim Skinner - Referências: |
| XVI        | - Data: 1982 - Local: Pontiac Silverdome (Pontiac, Michigan) - Tema: Saudação aos anos 60 e à Motown - Artistas: Up with People - Referências: |
| XVII       | - Data: 1983 - Local: Rose Bowl (Pasadena, Califórnia) - Tema: KaleidoSUPERscope - Artistas: Los Angeles Super Drill Team - Produtor: Bob Jani - Referências: |
| XVIII      | - Data: 1984 - Local: Tampa Stadium (Tampa (Flórida)) - Tema: Saudação aos Superastros do Telão - Artistas: Bandas Marciais da "University of Florida" e da "Florida State University" - Produtor: The Walt Disney Company - Setlist: - Introdução por Phyllis George - "Hooray for Hollywood" - "You Oughta Be in Pictures" - "Steppin' Out with My Baby" - "Puttin' on the Ritz" - "Forty-Second Street" - "When You Wish Upon a Star" |
| XIX        | - Data: 1985 - Local: Stanford Stadium (Stanford, Califórnia) - Tema: O Mundo dos Sonhos das Crianças - Artistas: Tops In Blue - Produtor: Air Force Entertainment - Referências: |
| XX         | - Data: 1986 - Local: Louisiana Superdome (Nova Orleans, Louisiana) - Tema: A Batida do Futuro - Artista: Up with People - Referências: |
| XXI        | - Data: 1987 - Local: Rose Bowl (Pasadena, Califórnia) - Tema: Saudação ao Aniversário de 100 Anos de Hollywood - O Mundo onde os Sonhos são Reais - Artistas: George Burns, Mickey Rooney, "Banda Marcial da Grambling State University", Personagens da Disney, Líderes de torcida do sudoeste da Califórnia. - Produtor: The Walt Disney Company - Referências: - Setlist: - "Ghost Riders in the Sky" - Theme songs from Bonanza, Raiders of the Lost Ark, e Footloose - Hoedown - "Cheek to Cheek" - "What a Feeling" - "That's Entertainment" - "Somewhere Over the Rainbow" - "When You Wish Upon a Star" |
| XXII       | - Data: 1988 - Local: Jack Murphy Stadium (San Diego, California) - Tema: Algo Grande - Artistas: Chubby Checker, The Rockettes e 88 pianistas. - Produtor: Radio City Music Hall - Referências: |
| XXIII      | - Data: 1989 - Local: Joe Robbie Stadium (Miami Gardens) - Tema: Be Bop Bamboozled in 3-D - Artistas: Elvis Presto, dançarinos do sul da Califórnia. - Produtores: MagicCom Entertainment, Dan Witkowski - Patrocinador: Coca Cola - Setlist: - Introdução por Bob Costas e Comerciaç 3D da Coca Cola Diet - participação da platéia, por Elvis Presto - Referências: |

### Anos 90
| Super Bowl   | Detalhes do Show |
| ------------ | --- |
| XXIV         | - Data: 1990 - Local: Louisiana Superdome (Nova Orleans, Louisiana) - Tema: Saudação a New Orleans & 40º Aniversario da Peanuts - Artistas: Pete Fountain, Doug Kershaw, Irma Thomas, "Bandas Marciais da Nicholls State University", "Southern University" e "University of Louisiana at Lafayette" - Produtor: Select Productions - Referências: - Setlist: - "(Up A) Lazy River" - "Waiting For The Robert E. Lee" - "Here Comes the Showboat" - "When the Saints Go Marching In" - "Happy Birthday"          |
| XXV          | - Data: 1991 - Local: Tampa Stadium (Tampa (Flórida)) - Tema: É um Mundo Pequeno: Tributo as 25 Anos do Super Bowl - Artistas: New Kids on the Block, Personagens da Disney, Warren Moon e 2.000 crianças locais. - Produtor: The Walt Disney Company - Patrocinador: Walt Disney World and Coca-Cola - Referências: - Setlist: - "Step by Step" - "This One's For The Children" - "It's a Small World After All" - Notes: A transmissão deste show foi feita após a conclusão do jogo.                          |
| XXVI         | - Data: 1992 - Local: Hubert H. Humphrey Metrodome (Minneapolis, Minnesota) - Tema: Inverno Mágico e Saudação aos Jogos Olimpicos de 1992 - Artistas: Gloria Estefan, Brian Boitano & Dorothy Hamill - Produtor: Timberline Productions - Referências: - Setlist: - "Walking in a Winter Wonderland" - "Dance of the Sugar Plum Fairy" - "One Moment in Time" - "Live for Loving You" - "Get on Your Feet" |
| XXVII (Show) | - Data: 1993 - Local: Rose Bowl (Pasadena, California) - Tema: Cure o Mundo - Artistas: Michael Jackson - Produtores: Radio City Music Hall e Don Mischer Productions - Referências: - Setlist: - "Jam" - "Billie Jean" - "Black or White" - "We Are the World" - "Heal the World" - Notes: Este Halftime Show foi um dos eventos mais aclamados do ano e figura entre os eventos mais assitidos na história da TV americana. Depois de 1993, houve um esforço maior para atrair artistas de peso para os shows. |
| XXVIII       | - Data: 1994 - Local: Georgia Dome (Atlanta, Geórgia) - Tema: Rockin' Country Sunday - Artistas: Clint Black, Tanya Tucker, Travis Tritt, The Judds - Produtor: Select Productions - Referências: |
| XXIX         | - Data: 1995 - Local: Joe Robbie Stadium (Miami, Flórida) - Tema: Indiana Jones e o Templo do Olho Proibido - Artistas: Patti Labelle, Indiana Jones & Marion Ravenwood, Teddy Pendergrass, Tony Bennett, Arturo Sandoval, Miami Sound Machine - Produtor: The Walt Disney Company - Referências: - Setlist: - "Release Yourself" - "New Attitude" - "Can You Feel The Love Tonight" |
| XXX (Show)   | - Data: 1996 - Local: Sun Devil Stadium (Tempe, Arizona) - Tema: Me Leve Além: Uma Celebração aos 30 Anos do Super Bowl - Artistas: Diana Ross - Produtor: Radio City Music Hall - Patrocinador: Oscar Mayer - Referências: - Setlist: - "Stop In The Name Of Love" - "You Keep Me Hangin' On" - "Baby Love" - "You Can't Hurry Love" - "Why Do Fools Fall in Love" - "Chain Reaction" - "Reach Out and Touch (Somebody's Hand)" - "Ain't No Mountain High Enough" - "I Will Survive" - "Take Me Higher"         |
| XXXI         | - Data: 1997 - Local: Louisiana Superdome (Nova Orleans, Louisiana) - Tema: Blues Brothers Bash - Artistas: The Blues Brothers (Dan Aykroyd, John Goodman e James Belushi), ZZ Top, James Brown e Catherine Crier - Produtores: Select Productions, Radio City Music Hall, House of Blues - Sponsor: Oscar Mayer - Referências: - Setlist: - "Everybody Needs Somebody to Love," - "Soul Man" - "I Got You (I Feel Good)" - "Tush" - "Legs" - "Gimme Some Lovin'"                                                |
| XXXII        | - Data: 1998 - Local: Qualcomm Stadium (San Diego, California) - Tema: Saudação ao 40º Aniversário da Motown - Artistas: Boyz II Men, Smokey Robinson, Martha Reeves, The Temptations, Queen Latifah, "Banda da Grambling State University" - Produtor: Radio City Music Hall - Patrocinador: Royal Caribbean International & Celebrity Cruises - Referências: |
| XXXIII       | - Data: 1999 - Local: Pro Player Stadium (Miami, Flórida) - Tema: Celebração ao soul, salsa e swing - Artistas: Chaka Khan, Gloria Estefan, Stevie Wonder, Big Bad Voodoo Daddy, Savion Glover, Kiss - Produtor: Radio City Music Hall - Patrocinador: Progressive Auto Insurance - Referências: |

### Anos 2000
| Super Bowl | Detalhes do Show |
| ---------- | --- |
| XXXIV      | - Data: 2000 - Local: Georgia Dome (Atlanta, Geórgia) - Tema: Tapeçaria das Nações - Artistas: Phil Collins, Christina Aguilera, Enrique Iglesias, Toni Braxton, Edward James Olmos - Produtor: Disney - Patrocinador: E*TRADE - References: - Setlist: - "Reflections of Earth" - "Celebrate the Future Hand in Hand" - "Tapestry of Nations" - "Two Worlds" - "We Go On"                                                                            |
| XXXV       | - Data: 2001 - Local: Raymond James Stadium (Tampa (Flórida)) - Tema: Os Reis do Pop e do Rock - Artistas: Ben Stiller, Adam Sandler, Chris Rock, Aerosmith, 'N Sync, Britney Spears, Mary J. Blige, Nelly - Produtor: MTV - Patrocinador: E*TRADE - Referências: - Setlist: - Video de introdução com Stiller, Sandler, Rock, Aerosmith, e 'N Sync - "Bye Bye Bye" - "I Don't Want to Miss a Thing" - "It's Gonna Be Me" - "Jaded" - "Walk This Way" |
| XXXVI      | - Data: 2002 - Local: Louisiana Superdome (New Orleans, Louisiana) - Tema: Tributo ao 11 de Setembro - Artistas: U2 - Produtor: Clear Channel Entertainment - Patrocinador: E*TRADE - Referências: - Setlist: - "Beautiful Day" - "MLK" - "Where The Streets Have No Name" |
| XXXVII     | - Data: 2003 - Local: Qualcomm Stadium (San Diego, California) - Tema: - Artistas: Shania Twain, No Doubt, Sting - Produtores: Jimmy Iovine e Joel Gallen - Patrocinador: AT&T Wireless - Referências: - Setlist: - "Man! I Feel like a Woman!" - "Up!" - "Just a Girl" - "Message in a Bottle" |
| XXXVIII    | - Data: 2004 - Local: Reliant Stadium (Houston, Texas) - Tema: "Rock the Vote" - Artistas: Janet Jackson, P. Diddy, Nelly, Kid Rock, and Justin Timberlake - Produtor: MTV - Patrocinador: AOL TopSpeed - Referências: - Setlist: - "All for You" - "Mickey" - "Hot in Herre" - "Mo Money Mo Problems" - "Bawitdaba" - "Cowboy" - "Rhythm Nation" - "Rock Your Body"                                                                                  |
| XXXIX      | - Data: 2005 - Local: ALLTEL Stadium (Jacksonville, Flórida) - Artistas: Paul McCartney - Produtor: Don Mischer Production - Patrocinador: Ameriquest Mortgage - Referências: - Setlist: - "Drive My Car" - "Get Back" - "Live and Let Die" - "Hey Jude" |
| XL         | - Data: 2006 - Local: Ford Field (Detroit, Michigan) - Artista: The Rolling Stones - Produtor: Don Mischer Production - Patrocinador: Sprint Nextel - Referências: - Setlist: - "Start Me Up" - "Rough Justice" - "(I Can't Get No) Satisfaction" |
| XLI        | - Data: 2007 - Local: Dolphin Stadium (Miami, Flórida) - Artistas: Prince, "Banda Marcial da Florida A&M University" - Produtores: Don Mischer Productions and White Cherry Entertainment - Patrocinador: Pepsi - Referências: - Setlist: - "We Will Rock You" - "Let's Go Crazy" - "Baby I'm a Star" - "Proud Mary" - "All Along the Watchtower" - "Best of You" - "Purple Rain"                                                                     |
| XLII       | - Data: 2008 - Local: University of Phoenix Stadium (Glendale, Arizona) - Artistas: Tom Petty & the Heartbreakers - Produtor: Don Mischer Productions and White Cherry Entertainment - Patrocinador: Bridgestone - Referências: - Setlist: - "American Girl" - "I Won't Back Down" - "Free Fallin'" - "Runnin' Down a Dream" |
| XLIII      | - Data: 2009 - Local: Raymond James Stadium (Tampa (Flórida)) - Artistas: Bruce Springsteen and the E Street Band - Produtores: Don Mischer Productions and White Cherry Entertainment - Patrocinador: Bridgestone - Referências: - Setlist: - "Tenth Avenue Freeze-Out" - "Born to Run" - "Working on a Dream" - "Glory Days" |

### Anos 2010
| Super Bowl | Show details |
| ---------- | --- |
| XLIV       | - Data: 2010 - Local: Sun Life Stadium (Miami, Flórida) - Artistas: The Who - Produtor: White Cherry Entertainment - Patrocinador: Bridgestone - Referências: - Setlist: - "Pinball Wizard" - "Baba O'Riley" - "Who Are You" - "See Me, Feel Me" - "Won't Get Fooled Again" |
| XLV        | - Data: 2011 - Local: Cowboys Stadium (Arlington, Texas) - Artistas: The Black Eyed Peas, Usher, Slash - Produtor: Ricky Kirshner - Patrocinador: Bridgestone - Referências: - Setlist: - "I Gotta Feeling" - "Boom Boom Pow" - "Sweet Child O' Mine" - "Pump It" - "Let's Get It Started" - "OMG" - "Where Is The Love?" - "The Time (Dirty Bit)" (contém excertos de "I Gotta Feeling" |
| XLVI       | - Data: 2012 - Local: Lucas Oil Stadium (Indianapolis, Indiana) - Tema: Cleópatra - Artistas: Madonna, LMFAO, Cirque du Soleil, Nicki Minaj, M.I.A., Cee Lo Green,"Banda da Avon High School" , "Banda da Center Grove High School", "Banda da Fishers High School", "Banda da Franklin Central High School" 200 locais. - Produtor: Jamie King - Patrocinador: Bridgestone - Referências: - Setlist: - "Vogue" - "Music" / "Party Rock Anthem" / "Sexy and I Know It" - "Give Me All Your Luvin'" - "Open Your Heart" / "Express Yourself" - ""Like a Prayer"                              |
| XLVII      | - Data: 2013 - Local: Mercedes-Benz Superdome, Nova Orleans, Louisiana - Artistas: Beyoncé, Destiny's Child - Produtor: - Patrocinador: Pepsi - Referências: - Setlist: - Introdução de "Love on Top" - "Crazy in Love" - "End of Time" - "Baby Boy" - "Bootylicious" - "Independent Woman Part 1" - "Single Ladies (Put a Ring on It)" - "Halo" |
| XLVIII     | - Data: 2014 - Local: MetLife Stadium (East Rutherford, New Jersey) - Artistas: Bruno Mars, Red Hot Chili Peppers - Produtor: Ricky Kirshner - Patrocinador: Pepsi - Referências: - Setlist: - "Billionaire" (Introdução) - "Locked Out of Heaven" (Bruno Mars) - "Treasure" (Bruno Mars) - "Runaway Baby" (Bruno Mars) - "Give It Away" (Red Hot Chili Peppers featuring Bruno Mars) - "Just the Way You Are" (Bruno Mars) |
| XLIX       | - Data: 2015 - Local: University of Phoenix Stadium (Glendale, Arizona) - Artistas: Katy Perry, Lenny Kravitz, Missy Eliott e a banda marcial da Universidade do Estado do Arizona - Produtor: Ricky Kirshner - Diretor: Hamish Hamilton - Patrocinador Pepsi - Fontes: - Setlist: - "Roar" (Katy Perry) - "Dark Horse" (Katy Perry) - "I Kissed a Girl" (Lenny Kravitz e Katy Perry) - "Teenage Dream" (Katy Perry) - "California Gurls" (Katy Perry) - "Get Ur Freak On" (Missy Elliot e Katy Perry) - "Work It" (Missy Elliot) - "Lose Control" (Missy Elliot) - "Firework" (Katy Perry) |
| 50         | - Data: 2016 - Local: Levi's Stadium (Santa Clara, California) - Artistas: Coldplay, Beyoncé e Bruno Mars - Produtor: Ricky Kirshner - Diretor: Hamish Hamilton - Patrocinador Pepsi - Fontes:. - Setlist: - "Yellow" (Coldplay) - "Viva la Vida" (Coldplay) - "Paradise" (Coldplay) - "Adventure of a Lifetime" (Coldplay) - "Uptown Funk" (Mark Ronson e Bruno Mars) - "Formation" (Beyoncé) - "Clocks"/"Fix You" (Coldplay) - "Up & Up" (Coldplay, Beyoncé e Bruno Mars) |
| LI         | - Data: 2017 - Local: NRG Stadium Houston, Texas - Artista: Lady Gaga - Patrocinador: Pepsi - Fontes: - Setlist: - "God Bless America"/"This Land Is Your Land" - "Poker Face - "Born This Way" - "Telephone" - "Just Dance" - "Million Reasons" - "Bad Romance" |
| LII        | - Data: 2018 - Local: U.S. Bank Stadium Minneapolis, Minnesota - Artista: Justin Timberlake e os Tennessee Kids, Banda Marcial da Universidade de Minnesota - Patrocinador: Pepsi - Produtor: Rickey Krishner - Diretor: Hamish Hamilton - Setlist: - "Filthy" - "Rock Your Body" - "Señorita" - "SexyBack" - "My Love" - "Cry Me a River" - "Suit & Tie" (com a banda marcial da Universidade de Minnesota) - "Until the End of Time" - "I Would Die 4 U" (vídeo pré-gravado de Prince exibido numa tela de projeção com Justin Timberlake) - "Mirrors" - "Can't Stop the Feeling!"        |
| LIII       | - Data: 2019 - Local: Mercedes-Benz Stadium (Atlanta, Geórgia) - Artistas: Maroon 5, Travis Scott, Big Boi - Produtor: Ricky Kirshner - Diretor: Hamish Hamilton - Patrocinador: Pepsi - Setlist: - "Harder to Breathe" (Maroon 5) - "This Love" (Maroon 5) - "Sicko Mode" (Travis Scott) - "Girls Like You (Maroon 5) - "She Will Be Loved (Maroon 5) - "Kryptonite (I'm on It)" (Big Boi) - "The Way You Move" (Big Boi) - "Sugar" (Maroon 5) - "Moves like Jagger" (Maroon 5) |

### Anos 2020
| Super Bowl   | |
| ------------ | --- |
| LIV          | - Data: 2020 - Local: Hard Rock Stadium (Miami Gardens, Flórida) - Artistas: Shakira, Jennifer Lopez, Bad Bunny, J Balvin e Emme Maribel Muñiz - Diretor: Hamish Hamilton - Produtor: VAMC Studios, Jay-Z, Roc Nation - Patrocinador: Pepsi - Setlist: - "She Wolf" (Shakira) - "Empire" (Shakira) - "Ojos Así" / "Whenever, Wherever" (Shakira) - "I Like It" (Shakira e Bad Bunny) - "Chantaje / "Callaíta" (Shakira e Bad Bunny) - "Hips Don't Lie" (Shakira) - "Jenny from the Block" (Jennifer Lopez) - "Ain't It Funny" (Jennifer Lopez) - "Get Right" (Jennifer Lopez) - "Waiting for Tonight" (Jennifer Lopez) - "Booty" / "Love Don't Cost A Thing" / "Mi Gente" (Jennifer Lopez e J Balvin) - "On the Floor" (Jennifer Lopez) - "Let's Get Loud" (Emme Muñiz, Jennifer Lopez e Shakira) - "Waka Waka (This Time for Africa)" (Shakira e Jennifer Lopez) |
| LV (Show)    | - Data: 2021 - Local: Raymond James Stadium (Tampa, Flórida) - Artistas: The Weeknd - Diretor: Hamish Hamilton - Produtor: Jesse Collins, NFL Network, Jay-Z, Roc Nation - Patrocinador: Pepsi - Setlist: - "My Dear Melancholy" - "Starboy" - "The Hills" - "Can't Feel My Face" - "I Feel It Coming" - "Save Your Tears" - "Earned It" - "House of Balloons" - "Blinding Lights" |
| LVI (Show)   | - Data: 2022 - Local: SoFi Stadium (Inglewood, Califórnia) - Artistas: Dr. Dre, Snoop Dogg, Eminem, Mary J. Blige, Kendrick Lamar, 50 Cent e Anderson .Paak - Diretor: Hamish Hamilton - Produtor: Jesse Collins, Jay-Z, Roc Nation - Patrocinador: Pepsi - Setlist: - "The Next Episode" (Dr. Dre & Snoop Dogg) - "California Love" (Dr. Dre & Snoop Dogg) - "In Da Club" (50 Cent) - "Family Affair" (Mary J. Blige) - "No More Drama" (Mary J. Blige) - "M.A.A.D City" (Kendrick Lamar) - "Alright" (Kendrick Lamar) - "Forgot About Dre" (Eminem) - "Lose Yourself" (Eminem) - "Still D.R.E." (Dr. Dre & Snoop Dogg) |
| LVII (Show)  | - Data: 2023 - Local: State Farm Stadium (Glendale, Arizona) - Artistas: Rihanna - Diretor: Hamish Hamilton - Produtor: Jesse Collins, Jay-Z, Roc Nation - Patrocinador: Apple Music - Setlist: - "What's My Name?" (intro) - "Bitch Better Have My Money" (contém elementos de "Phresh Out the Runway") - "Where Have You Been" (contém elementos de "Cockiness (Love It)") - "Only Girl (In the World)" - "We Found Love" (contém elementos de "S&M") - "Rude Boy" (contém elementos de "Kiss it Better") - "Pour It Up" (contém elementos de “Birthday Cake”) - "Pose" (interlúdio) - "Work" - "Wild Thoughts" - "Birthday Cake" (interlúdio) - "All of the Lights" - "Run This Town" - "Umbrella" - "Diamonds" |
| LVIII (Show) | - Data: 2024 - Local: Allegiant Stadium (Paradise, Nevada) - Artistas: Usher - Diretor: ? - Produtor: Jesse Collins, Roc Nation - Patrocinador: Apple Music - Setlist: - "My Way" (intro) - "Caught Up" - "U Don't Have to Call" - "Superstar" - "Love in This Club" - "If I Ain't Got You" (com Alicia Keys) - "My Boo" (com Alicia Keys) - "Confessions Part II" - "Burn" (com elementos de "Nice & Slow") - "U Got It Bad" (com H.E.R. and elements of "Bad Girl") - "OMG" (com will.i.am) - "Turn Down for What" (com Lil Jon) - "Yeah!" (com Lil Jon, Ludacris e elementos de "Get Low") |
| LIX (Show)   | - Data: 2025 - Local: Caesars Superdome (Nova Orleães, Luisiana) - Artistas: Kendrick Lamar - Diretor: Hamish Hamilton - Produtor: Jesse Collins, Roc Nation, PGLang - Patrocinador: Apple Music - Setlist: - "Bodies" (Kendrick Lamar) - "Squabble Up" (Kendrick Lamar) - "Humble" (Kendrick Lamar) - "DNA" (Kendrick Lamar) - "Euphoria" (Kendrick Lamar) - "Man at the Garden" (Kendrick Lamar) - "Peekaboo" (Kendrick Lamar) - "Luther" (Kendrick Lamar e SZA) - "All the Stars" (Kendrick Lamar e SZA) - "Not Like Us" (Kendrick Lamar) - "TV Off" (Kendrick Lamar) |

## Detalhes de Shows Específicos

### Super Bowl XXXVI
U2 apresentou três músicas: "Beautiful Day", "MLK" e "Where the Streets Have No Name". Do início de MLK  até o final de "Where the Streets Have No Name" uma grande bandeira por trás da banda exibiu os nomes de todas as pessoas que perderam a vida nos Ataques de 11 de setembro de 2001. Bono terminou a música abrindo a jaqueta, a qual exibia a bandeira americana.

### Super Bowl XXXVIII
No Halftime show de 2004, houve uma enorme repercussão negativa do espetáculo, pois durante a apresentação de Janet Jackson e Justin Timberlake, o cantor arrancou parte do figurino de Janet, exibindo o seio da cantora, exibindo um piercing no mamilo. O incidente, geralmente referido como Nipplegate, resultou na expulsão permanente da MTV na produção de espetáculos para a NFL.
Jawed Karim, cofundador do YouTube, citou o incidente como uma das principais razões para a criação do portal de compartilhamento de vídeos. O escândalo também fez "Janet Jackson" se tornar o termo, evento e imagem mais procurados na história da Internet, bem como a pessoa e termo mais buscado nos anos de 2004 e 2005. O incidente também quebrou o recorde de "evento mais procurado em um dia". Jackson foi posteriormente listada na edição de 2007 do Guinness World Records como a "Mais Procurada na História da Internet" e a "Mais Procurada para Itens de Notícias".  A exposição também tornou-se o momento televisivo mais visto, gravado e reprisado na história do TiVo, tendo sido responsável também por "atrair cerca de 35 mil novos usuários [do TiVo]"

### Super Bowl XL
Para o The Rolling Stones, o palco foi feito no formato do icônico logotipo do grupo. Este foi o maior palco já utilizado em um Halftime Show, com 28 peças separadas, montado em 5 minutos por uma equipe de palco com 600 membros voluntários. O grupo performou três músicas: "Start Me Up", "Rough Justice", e "(I Can't Get No) Satisfaction".  O show foi assistido por 89.9 milhões de pessoas, maior que a audiência dos prêmios Oscar, Grammy e Emmy juntas naquele ano.
Graças ao escândalo de 2004, para o show do Stones, a ABC e a NFL impuseram um delay de cinco segundos e censurou letras de canções consideradas sexualmente explícitas. A organização chegou a desligar o microfone de Mick Jagger.[carece de fontes?]
Além disso, a escolha do Rolling Stones gerou controvérsia em Detroit, pois a banda não representaria a cultura local.